# Aššur-nirári III.
Aššur-nirári III. byl asyrský král. Vládl nejspíše v letech 1203–1198 př. n. l. nebo 1193–1187 př. n. l. Byl vnukem Tukultí-Ninurty I. a na trůnu nahradil svého strýce Aššur-nádin-apliho. Jeho otec byl zavražděn kvůli účasti ve spiknutí proti Tukulti-Ninurtovi, svému otci. Pravděpodobně nastoupil mladý a za jeho vlády měl velkou moc úředník jménem Ilī-padâ. Za jeho vlády vládl v Babylonu král Adad-Šuma-Ušur, od kterého Aššur-nirári III. obdržel urážlivý dopis adresovaný jemu a úředníku Ilī-padâ.
Po něm nastoupil jeho strýc Enlil-kudurri-usur.